# Tridensimilis
Tridensimilis (Тріденсіміліс) — рід риб з підродини Tridentinae родини Trichomycteridae ряду сомоподібні. Має 2 види. Наукова назва походить від грецького слова tres tria, тобто «три», латинських слів dens — «зуби», та simil — «схожий», «дорівнює».

## Опис
Загальна довжина представників цього коливається від 2,5 до 3 см. Голова і тулуб стиснуті з боків. Голова маленька. Очі помірно великі. Бічна лінія суцільна. Спинний плавець невеличкий. Неподалік від нього є крихітний жировий плавець. Грудні та черевні плавці невеличкі. Анальний плавець витягнутий. Хвостовий короткий, усічений.
Забарвлення сріблясте, з темними спиною, головою.

## Спосіб життя
Це демерсальні риби. Зустрічаються у дрібних річках і струмках біля піщаного дна. Активні вночі. Відкушують кінчики зябер, паразитують у зябрових щілинах великих сомів, але можуть проникати й у сечостатеву систему ссавців, приваблені запахом аміаку (зябра великих риб також виділяють запах аміаку, тому сом і плутає іноді). Висмоктувати кров вони не можуть. Ротовий апарат сомів для цього не пристосований. Відпочивають вони лежачи на піску або на листках рослин. В пісок не зариваються.

## Розповсюдження
Мешкають у басейнах річок Амазонка і Оріноко — у межах Венесуели та Бразилії.

## Тримання в акваріумі
Потрібен акваріум від 40—50 літрів. На дно насипають дрібний пісок світло-коричневого кольору. Уздовж задньої стінки висаджують рослини. Передній план повинен бути вільним від рослинності й декорацій.
Тримають групою від 10 особин. У домашніх умовах можуть легко перейти на денний спосіб життя. Пов'язано це з часом годування і денного активного способу життя сусідів по акваріуму. Сусідами можуть стати співмірні (або трохи більші) риби — наностомуси, дрібні коридораси. На них сомики не звертають уваги. Дрібних риб і мальків можуть з'їсти. Мотиля сомики заковтують цілком. Від великого шматка риби або креветки сомики відкушують маленькі шматочки і заковтують. З технічних засобів знадобиться внутрішній фільтр середньої потужності для створення помірної течії, компресор. Температура тримання повинна становити 20—26 °C.

## Види
- Tridensimilis brevis
- Tridensimilis venezuelae